# Municipio de Canton (Iowa)
El municipio de Canton (en inglés: Canton Township) es uno de los veinte municipios ubicados en el condado de Benton en el estado estadounidense de Iowa. En el año 2000 el municipio tenía una población de 847 habitantes y una densidad poblacional de 9,3 personas por km². El territorio del municipio rodea por completo al de la ciudad de Shellsburg, pero es una entidad geográfica separada.

## Geografía
El municipio de Canton se encuentra ubicado en las coordenadas 42°04′56″N 91°53′37″O / 42.08222, -91.89361.